# Оман на Летњим олимпијским играма 1992.
Оман је на Олимпијским играма у Атланти 1996. учествовао трећи пут као самостална земља.
Оманску делегацију, су у Барселони представљало је пет спортиста који се се такмичили у пет појединачних дисциплина два спорта. Најмлађи у делегацији је био атлетичар Ахмед ел Моамери Бешир са 19 година и 223 дана, а најстарији такође атлетичар Абдулах Салем ел Халиди  са 34 год и 156 дана.
Омански олимпијски тим је остао у групи земаља које нису освојиле ниједну медаљу.

## Учесници по спортовима
| Спорт      | Мушкарци | Жене | Укупно |
| ---------- | -------- | ---- | ------ |
| Атлетика   | 4        | 0    | 4      |
| Стрељаштво | 1        | 0    | 1      |
| Укупно (2) | 5        | 0    | 5      |

## Резултати

### Мушкарци
| Атлетичар Лични рекорд    | Дисциплина | Квалификације | Квалификације | Четвртфинале     | Четвртфинале     | Полуфинале       | Полуфинале       | Финале           | Финале       | Детаљи |
| Атлетичар Лични рекорд    | Дисциплина | Резултат      | Место         | Резултат         | Место            | Резултат         | Место            | Резултат         | Место        | Детаљи |
| ------------------------- | ---------- | ------------- | ------------- | ---------------- | ---------------- | ---------------- | ---------------- | ---------------- | ------------ | ------ |
| Ахмед ел Моамери Бешир    | 100 м      | 11,58         | 8 у гр. 8     | Није се пласирао | Није се пласирао | Није се пласирао | Није се пласирао | Није се пласирао | 77 / 78 (81) |        |
| Абдулах Салем ел Халиди   | 200 м      | 22,48         | 8 у гр. 3     | Није се пласирао | Није се пласирао | Није се пласирао | Није се пласирао | Није се пласирао | 72 / 67 (79) |        |
| Мохамед ел Малки 44,56 НР | 400 м      | 48,00         | 6 у гр. 2     | Није се пласирао | Није се пласирао | Није се пласирао | Није се пласирао | Није се пласирао | 65 / 76 (78) |        |
| Абдулах Мохамед ел Анбари | 800 м      |               |               | 1:50,72          | 7 у гр. 6        | Није се пласирао | Није се пласирао | Није се пласирао | 40 / 57 (59) |        |

### Стрељаштво
Мушкарци
| Стрелац         | Дисциплина       | Квалификације | Квалификације | Финале           | Финале           | Пласман | Детаљи |
| Стрелац         | Дисциплина       | Резултат      | Пласман       | Резултат         | Укупно           | Пласман | Детаљи |
| --------------- | ---------------- | ------------- | ------------- | ---------------- | ---------------- | ------- | ------ |
| Халифа ел Хатри | МК пушка, лежећи | 584           | 50            | Није се пласирао | Није се пласирао | 50 / 52 |        |